# Siechhausbach (Sickersbach)
Der Siechhausbach ist ein Bach im Steigerwaldvorland im Gebiet der Stadt Iphofen im unterfränkischen Landkreis Kitzingen. Nach einem etwa 3 km langen, im Wesentlichen westnordwestlichen Lauf fließt er am Rand der Iphöfer Innenstadt von links mit dessen rechtem Hauptoberlauf  Wehrbach zum Sickersbach zusammen. Der Siechhausbach ist ein ganzjähriges Fließgewässer 3. Ordnung.

## Name

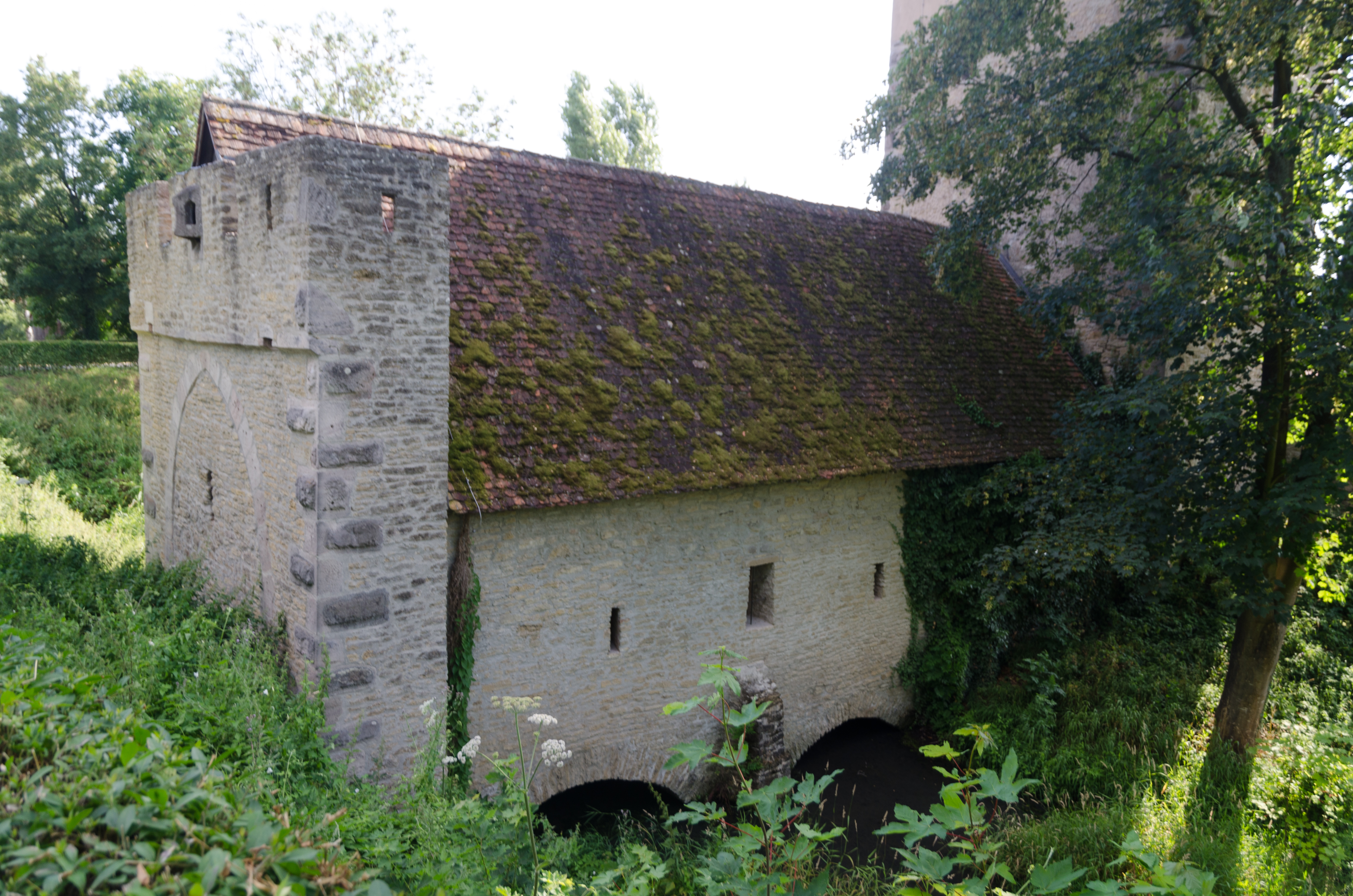
Das Pesttor in Iphofen

Der Name Siechhausbach stammt vom oberdeutschen siech für krank und bezeichnet also ein Gewässer, das an einem Siechenhaus vorbeifließt. Tatsächlich bestand in der Frühen Neuzeit ein Siechenhaus vor dem Einersheimer Tor, das vielleicht das ältere Spital zeitweilig ersetzte. Dazu passt auch das heute noch vorhandene, aber zugemauerte Pesttor von Iphofen, an dem der Siechhausbach nahe vorbeifließt.

## Geographie

### Verlauf
Der Siechhausbach entspringt auf etwa 301 m ü. NHN, am westlichen Fuß des Vogelgesangbergs (413 m ü. NHN) und läuft zunächst in offener Flur entlang einem Schotterweg nach Westen. Bevor er die Abwässer einer Kläranlage nahe der Einersheimer Straße aufnimmt, führt er nur unbeständig Wasser. Danach unterquert er im Schwenk auf nordwestlichen Lauf an der Südspitze einer Iphöfer Siedlungszone die Ortsverbindungsstraße nach Markt Einersheim und folgt nunmehr an der rechten Seite dem sich weiter bis an den Rand der Altstadt Iphofens fortsetzenden Schotterweg. Die Richtung von Nordwest auf Südwest wechselnd und die Kreisstraße KT 19 Iphofen–Birklingen kreuzend, verläuft der Bach danach im Bereich der historischen Stadtbefestigung von Iphofen parallel zum ebenfalls wasserführenden Stadtgraben, von dem ihn nur ein Weg trennt, sowie zur Stadtmauer dahinter. Nachdem ihn bald eine Straßenbrücke aus der Altstadt zur in anderer Richtung nach Willanzheim führenden Kreisstraße überspannt hat, verlässt der Siechhausbach an dessen Nordknick den Befestigungsstreifen wieder unter der diesem außen folgenden Straße Am Stadtgraben West hindurch. Zwischen Siedlungsbereichen der Stadt in etwas Abstand läuft er nun durch Wiesenflur westnordwestlich weiter, zunächst noch verdolt. Nach Unterquerung der Mainbernheimer Straße erreicht der Siechhausbach dann von einer Baumgalerie begleitet den Lauf des rechten Wehrbachs, mit dem er auf etwa 243 m ü. NHN zum Sickersbach zusammenfließt.
Der Siechhausbach hat auf einer Länge von 3,4 km ein absolutes Gefälle von etwa 58 Höhenmetern und damit ein mittleres Sohlgefälle von etwa 17 ‰.

### Einzugsgebiet
Es umfasst etwa 5,5 km² und liegt im Nordteil der Hellmitzheimer Bucht vor dem westlichen Steigerwald im Unterraum Steigerwaldvorland des Naturraums Mainfränkische Platten. Die höchste Erhebung im Einzugsgebiet ist der Vogelgesangberg, ein Westsporn des Steigerwaldes etwas östlich über dem Quellgebiet, der eine Höhe von 413 m ü. NHN erreicht.
Die Bucht liegt an einer größeren Wasserscheide, die Gewässer östlich von ihr – das nächste Hauptgewässer ist die Bibart – laufen in der alten danubischen Richtung südostwärts letztlich in die Aisch, die zwar über die Regnitz ebenfalls in den Main entwässert, allerdings in den Obermain mit einem großen Umweg durch Mittel- und Oberfranken, während der Siechhausbach und seine anderen Nachbargewässer über Sickersbach und Breitbach auf kürzerem Wege zum Main des Maindreiecks entwässern.
Vom Zusammenfluss des Siechhausbachs mit dem bedeutenderen rechten Wehrbach an zieht seine nördliche und rechte Wasserscheide über den Kalbberg (412 m ü. NHN) bis zum Vogelsangberg. Nur hier auf der Spornhöhe liegt kurz Bibart-Einzugsgebiet an, wonach die Einzugsgebietsgrenze etwa südwestlich über den Hügelrücken Aschenberg (341 m ü. NHN) etwas nördlich von Einersheim bis an den Westrand des Marktdorfes zieht; jenseits entwässert auf diesem Abschnitt der Moorseebach westwärts zum Breitbach. Nach einem Knick der linken Wasserscheide nach Westnordwesten läuft sie vor dem ebenfalls zum Main-Zufluss Breitbach strebenden Sparnbach bis auf einen nur etwa 286 m ü. NHN hohen Hügel in der Nähe des Umspannwerkes an der Willanzheimer Straße. Von dort an grenzt bis zurück zur Mündung noch etwa ein Kilometer westlicher Wasserscheide an, an deren Gegenseite Einzugsgebiet des Sickersbach unterhalb des Zusammenflusses seiner Oberläufe liegt.
Geologisch liegt das Einzugsgebiet am Oberlauf und bis etwa zur ersten Berührung von Iphöfer Siedlungsbereich im Gipskeuper, während der Unterlauf im Unterkeuper liegt.

### Zuflüsse
Liste der Zuflüsse und  Seen von der Quelle zur Mündung. Ggf. mit Gewässerlänge, Seefläche und Einzugsgebiet und Höhe. Andere Quellen für die Angaben sind vermerkt.
- (Zufluss), von links, ca. 100 m, Abfluss einer Kläranlage

## Schutzgebiete
Das Einzugsgebiet im Quellbereich ist Bestandteil des Natura 2000 Netzwerkes und als Schutzgebiet DE6327371, Vorderer Steigerwald mit Schwanberg ausgewiesen.
Das Quellgebiet des Siechhausbachs liegt im Landschaftsschutzgebiet LSG innerhalb des Naturparks Steigerwald (ehemals Schutzzone) LSG-00569.01 und damit innerhalb des Naturparks Steigerwald.

### BayernAtlas („BA“)
Amtliche Online-Gewässerkarte mit passendem Ausschnitt und den hier benutzten Layern: Lauf und Einzugsgebiet des Siechhausbachs

Allgemeiner Einstieg ohne Voreinstellungen und Layer: BayernAtlas der Bayerischen Staatsregierung (Hinweise)
1. 1 2 3 4 5 6  Höhe abgefragt auf dem Hintergrundlayer Amtliche Karte (Rechtsklick).
2. 1 2 3  Höhe nach schwarzer Beschriftung auf dem Hintergrundlayer Amtliche Karte.
3. ↑  Geologie nach dem Layer Geologischen Karte 1:500.000.
4. ↑  Länge abgemessen auf dem Hintergrundlayer Amtliche Karte.
5. ↑  Seefläche abgemessen auf dem Hintergrundlayer Amtliche Karte.
6. ↑  Einzugsgebiet abgemessen auf dem Hintergrundlayer Amtliche Karte.

### Gewässerverzeichnis Bayern („GV“)
1. ↑  Länge nach: Verzeichnis der Bach- und Flussgebiete in Bayern – Flussgebiet Main, Seite 70 des Bayerischen Landesamtes für Umwelt, Stand 2016 (PDF; 3,3 MB) (Seitenzahl kann sich ändern.)
2. ↑  Einzugsgebiet nach: Verzeichnis der Bach- und Flussgebiete in Bayern – Flussgebiet Main, Seite 70 des Bayerischen Landesamtes für Umwelt, Stand 2016 (PDF; 3,3 MB) (Seitenzahl kann sich ändern.)

### Sonstige
1. ↑  Karl Albert Habbe: Die naturräumlichen Einheiten auf Blatt 153 Bamberg – Ein Problembündel und ein Gliederungsvorschlag. In: Mitteilungen der Fränkischen Geographischen Gesellschaft 2003/2004, S. 55–102 (PDF-Download)
2. ↑  Albrecht Greule: Deutsches Gewässernamenbuch: Etymologie der Gewässernamen und der zugehörigen Gebiets-, Siedlungs- und Flurnamen, Walter de Gruyter GmbH & Co KG, 31. Januar 2014, S. 497.
3. ↑  G. Hojer, V. Liedke, E. Wieser: Landkreis Scheinfeld, Deutscher Kunstverlag, 1976, S. 130.
4. ↑  Natura 2000: DE6327371, Vorderer Steigerwald mit Schwanberg (Abgerufen am 24. Juni 2015)
5. ↑  LSG innerhalb des Naturparks Steigerwald (ehemals Schutzzone) in der World Database on Protected Areas (englisch)